# Conopholis d'Amérique
Conopholis americana
Espèce
Classification phylogénétique
La Conopholis d'Amérique (Conopholis americana ou Orobanche americana L.) est une plante parasite de la famille Orobanchaceae originaire d'Amérique du Nord. Cette plante sans chlorophylle parasite les racines du chêne rouge.

## Statut
- Canada :
  - Québec: l'espèce est considérée comme « susceptible d’être désignée menacée ou vulnérable »[1].